# Kojiro Kaimoto
Kojiro Kaimoto (海本 幸治郎 Kaimoto Kōjirō?, nacido el 14 de octubre de 1977 en Suita, Osaka) es un exfutbolista japonés. Jugaba de defensa y su último club fue el North Queensland Fury.

## Trayectoria

### Clubes
| Club                   | País          | Año         |
| ---------------------- | ------------- | ----------- |
| Gamba Osaka            | Japón         | 1996 - 2000 |
| Seongnam Ilhwa Chunma  | Corea del Sur | 2001 - 2002 |
| Nagoya Grampus Eight   | Japón         | 2003 - 2004 |
| Albirex Niigata        | Japón         | 2005 - 2006 |
| Tokyo Verdy            | Japón         | 2006 - 2008 |
| Bonnyrigg White Eagles | Australia     | 2009        |
| North Queensland Fury  | Australia     | 2009        |